# Adriana Eeckhout
Adriana Eeckhout (geboren um 1650 in Amsterdam; gestorben nach 1722) war eine niederländische Schauspielerin.

## Leben
Adriana Eeckhout wurde um 1650 in Amsterdam als Tochter des Musikers Rochus Conrad Eeckhout (ca. 1630–1701) und der Schauspielerin Susanna van Lee (ca. 1630–1700) geboren. Ihre Mutter war eine der ersten professionellen Schauspielerinnen an der Stadsschouwburg Amsterdam. Ihr Vater war dort Geiger. Sie heiratete den Schauspieler Nicolaas Rigo (gest. 1690). Aus der Ehe gingen drei Töchter und vier Söhne hervor, von denen drei jung starben. Auch Adriana Eeckhout wurde Schauspielerin. Vermutlich war sie von 1678 bis 1718 dem Amsterdamer Theater verbunden, dort war auch ihr Mann Nicolaas Rigo als Schauspieler engagiert. Nach dem Tod ihres Mannes im Jahr 1690 war sie vermutlich mehrere Jahre mit Reisegesellschaften auf Tour, um für sich und die vier Kinder zu sorgen. Über ihr Schauspielgehalt am Theater ist lediglich bekannt, dass es von vier Gulden und drei Stuivern im Jahr 1680 auf fünf Gulden im Jahr 1690 stieg. Auch ihre beiden Töchter Anna Maria (1675–1718) und Isabella (1684–nach 1722) wurden Schauspielerinnen am Theater.
Die schauspielerische Qualität von Adriana Eeckhout wurde hoch gelobt, sie wurde um 1693 von einem „orthodoxer Enthusiast“ als hervorragende Schauspielerin beschrieben. Sie griff in ihre Theatertexte selbst ein. So erwähnt beispielsweise der Dramatiker und Arzt Ludolph Smids (1649–1729), dass sie Änderungen in seiner Tragödie Konradyn, König von Neapel und Sizilien (1686), wünschte. Jedoch kam es auch zu Konflikten, da ihr Ruf nicht untadelig war. So entbrannte zwischen ihr und der Tochter des Gastwirts Anna du Cour ein Streit, bei dem diese ihr nach der Aufführung zugerufen haben soll: „Hier kommt die kleine Venus [: Hure]“. Darauf habe sie geantwortet „Wenn sie etwas von ihr wolle, möge sie es ihr wegnehmen.“ Danach habe Anna du Cour ihr einen heftigen Schlag ins Gesicht versetzt und ihr die Kapuze vom Kopf gerissen. Dies berichtete sie dem Oberoffizier Hendrick Roeters am 25. August 1679. Während der Schlägerei erlitt Adriana Eeckhout einen Fingerbruch, der „an der Außenseite der Hand liegen blieb“ und von einem Friseur verbunden werden musste. Ein Regent des Theaters musste die kämpfenden Frauen trennen.
1722 verabschiedete sich die etwa 72-jährige Adriana Eeckhout von der Bühne. Es ist nicht bekannt, wo und wann sie starb.